# Oderwitz
Oderwitz är en kommun i Landkreis Görlitz i förbundslandet Sachsen i Tyskland. Kommunen har cirka 4 800 invånare.